# Wikiquote
Wikiquote è uno dei progetti basati su wiki promossi dalla Wikimedia Foundation e utilizza lo stesso software MediaWiki di Wikipedia.
Nato da un'idea di Daniel Alston e sviluppato da Brion Vibber, l'obiettivo del progetto è di produrre in modo collaborativo un'ampia raccolta di citazioni di persone famose, opere letterarie, cinematografiche, teatrali o musicali, memoriali, proverbi, epitaffi eccetera, e di fornire approfondimenti su di essi.
Nel 2007 le citazioni di Wikiquote in italiano sono state coinvolte in un esperimento scientifico dell'Universidad Politécnica de Valencia, Spagna; lo scopo era verificare se sia possibile identificare automaticamente le frasi comiche. Al marzo 2024, la versione in italiano è la seconda per numero di voci, poco lontana da quella in inglese.

## Storia
- 2003 - Attivato。 temporaneamente sulla Wikipedia in lingua wolof.
- 10 luglio 2003 - Attivato il sottodominio quote.wikipedia.org.
- 25 agosto 2003 - Attivato il dominio wikiquote.org.
- 17 luglio 2004 - Aggiunte nuove lingue, tra cui quella italiana.
- 13 novembre 2004 - L'edizione inglese raggiunge 2 000 voci.
- novembre 2004 - Raggiunte le 24 lingue.
- marzo 2005 - Wikiquote supera le 10 000 voci complessive, con la versione inglese vicina alle 3 000.
- giugno 2005 - 34 lingue tra cui una classica (latino) e una artificiale (esperanto).
- 4 novembre 2005 - La versione in inglese raggiunge le 5 000 voci.
- aprile 2006 - La versione in francese viene chiusa per problemi legali.
- 4 dicembre 2006 - La versione in francese viene riaperta.
- 7 maggio 2007 - La versione in inglese raggiunge le 10 000 voci.
- luglio 2007 - 40 lingue.
- agosto 2007 - La versione in italiano raggiunge le 5 000 voci.
- marzo 2010 - La versione in italiano raggiunge le 10 000 voci.
- agosto 2012 - La versione in italiano raggiunge le 15 000 voci.
- febbraio 2015 - La versione in italiano raggiunge le 20 000 voci.
- dicembre 2016 - La versione in italiano raggiunge le 25 000 voci.

## Edizioni per numero di voci
Quello che segue è l'elenco delle maggiori edizioni di Wikiquote per numero di voci inserite (aggiornato al 19 settembre 2021).
| N° | Lingua     | Voci   |
| -- | ---------- | ------ |
| 1  | Italiano   | 40 666 |
| 2  | Inglese    | 40 251 |
| 3  | Polacco    | 24 666 |
| 4  | Russo      | 14 108 |
| 5  | Ceco       | 10 685 |
| 6  | Persiano   | 8 814  |
| 7  | Tedesco    | 7 864  |
| 8  | Portoghese | 7 681  |
| 9  | Estone     | 7 353  |
| 10 | Francese   | 7 244  |

## Loghi
Fino ad oggi, Wikiquote ha utilizzato quattro loghi. I loghi originali contenevano queste due citazioni:
- «And the trouble is, if you don't risk anything, you risk even more.» (Erica Jong, autrice ed educatrice statunitense)
- «I don't know anything about music. In my line you don't have to.» (Elvis Presley, cantante e attore statunitense)

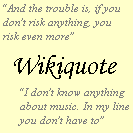
Primo logo (in uso dal 27 giugno al 25 settembre 2003)
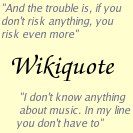
Secondo logo (in uso dal 25 settembre al 26 settembre 2003)
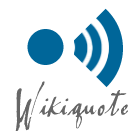
Terzo logo (in uso dal 27 settembre al 22 ottobre 2003)
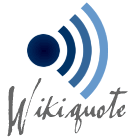
Quarto logo (attualmente in uso e riconvertito nel formato svg nel 2007)